# Karl-Heinz Dickkopf
Karl-Heinz Dickkopf (* 7. Februar 1952 in Hannover) ist ein ehemaliger deutscher Fußballspieler. In den 1970er und Anfang der 1980er Jahre spielte er für den VfL Wolfsburg, KSV Baunatal sowie den 1. SC Göttingen 05 in der 2. Bundesliga, mit denen er jeweils aus der zweiten Liga abstieg. In 83 Ligaspielen erzielte er dabei sechs Tore.

## Sportlicher Werdegang
Dickkopf spielte zunächst in der Amateurmannschaft von Eintracht Braunschweig, ehe der Wolfsburger Trainer Paul Kietzmann ihn 1975 in die Autostadt lotste. Beim Zweitligaabsteiger war er ab November des Jahres spielberechtigt, am Ende der Oberliga-Spielzeit 1975/76 qualifizierte er sich mit der Mannschaft für die Aufstiegsrunde zur 2. Bundesliga. Nach je zwei Siegen und Niederlagen stieg die Mannschaft vor den punktgleichen Bonner SC und 1. FC Bocholt wegen der besseren Tordifferenz von +1 als Gruppensieger auf. In der 2. Bundesliga debütierte Dickkopf am 14. August 1976 als Einwechselspieler für Edwin Meyer bei der 0:2-Auswärtsniederlage bei Schwarz-Weiß Essen, im weiteren Saisonverlauf kam er insgesamt zu acht Spieleinsätzen. Mit nur 16 Punkten und 119 kassierten Toren beendete der Klub die Spielzeit am Tabellenende. Während er in der folgenden Spielzeit wieder in der Oberliga Nord für den Klub auflief, bekam er eine Anstellung in der Materialwirtschaftsabteilung bei Volkswagen.
Mit seiner Versetzung in das Baunataler VW-Werk einhergehend wechselte Dickkopf im Sommer 1978 zur KSV Baunatal. Für den Klub bestritt er in der Folge alle 38 Spiele der Zweitliga-Saison 1978/79, jedoch musste er mit der Mannschaft trotz seiner fünf Saisontore direkt absteigen. Nach einer Saison in der Oberliga Hessen wechselte er 1980 zum 1. SC Göttingen 05. Mit dem Liganeuling belegte er den 18. Tabellenplatz und verpasste somit die Qualifikation für die neue eingleisige 2. Bundesliga deutlich. Nach 37 Zweitligaspielen setzte er seine Karriere mit dem Klub in der Oberliga Nord fort.
Dickkopf war hauptberuflich lange Zeit in der Finanzabteilung bei Volkswagen tätig und kümmerte sich dort um Lohn- und Gehaltsabrechnungen. Später wechselte er nach entsprechenden Fortbildungen als Coach ins Personalwesen.